# Последний из могикан (фильм, 1992)
«После́дний из могика́н» (англ. The Last of the Mohicans) — американский кинофильм режиссёра Майкла Манна, снятый по одноимённому роману Джеймса Фенимора Купера (1826). Исполнитель главной роли Дэниэл Дэй-Льюис был удостоен номинации на премию BAFTA за своё перевоплощение.

## Сюжет
Сценарий фильма, формально основанный на одноимённом произведении Фенимора Купера, имеет множество принципиальных отличий от романа. Для своей киноверсии режиссёр Майкл Манн использовал переработанный сценарий фильма «Последний из могикан» 1936 года.
Действие фильма происходит в 1757 году, в разгар франко-английской войны за американские колонии. Военный эскорт, сопровождающий дочерей английского полковника Манро (прототип — Джордж Монро) в английский форт Уильям-Генри, атакован гуронами. На помощь женщинам и выжившему в схватке майору Дункану Хейворду приходят белый охотник Соколиный Глаз (в фильме его настоящее имя Натаниэль По, у Купера — Натаниэль Бампо), его приёмный отец Чингачгук из племени могикан и брат Ункас.
Добравшись до цели, путники обнаруживают, что форт осаждён французами, однако им удаётся проникнуть внутрь. Выясняется, что послание полковника Манро с просьбой о подкреплении было перехвачено противником. Индеец Магуа, проводник эскорта, оказался предателем, воюющим на стороне французов. Форт в отчаянном положении. Осаждённым удаётся повторно отправить гонца генералу Уэббу, однако тот в подкреплении отказывает, предложив Манро сдать форт французскому генералу Монкальму.
После сдачи форта и последующей резни гарнизона союзными французам гуронами главные герои оказываются в ловушке в пещере за водопадом: порох промок, преследователи-гуроны во главе с Магуа многократно превосходят их числом. Не имея возможности сражаться, Чингачгук и Соколиный Глаз принимают решение покинуть сестёр Манро и Хейворда на милость гуронов, рассчитывая, что пленников оставят в живых для выкупа.
Соколиный Глаз отправляется безоружным в гуронскую деревню, куда привели пленников, и через Хейворда, говорящего по-французски (французский язык использовался в тот период как lingua franca частью индейских племён), просит у старейшины милости для них, обвиняя Магуа в нарушении слова: при сдаче форта французский генерал Монкальм ручался за безопасность английского гарнизона. Старейшина выносит решение отпустить Хейворда, Алису отдать Магуа «чтобы род его не пресёкся», а Кору принести в жертву. Хейворд жертвует собой, чтобы спасти Кору. Он сгорает на костре, однако Натаниэль стреляет в него, дабы Дункан не мучался.
Магуа безуспешно пытается поднять гуронов на борьбу с англичанами, а затем в сопровождении нескольких спутников уводит Алису на север к озерным гуронам. Их преследуют Натаниэль, Чингачгук и Ункас. Ункас сражается с Магуа и погибает. Алиса кидается с обрыва, выбирая смерть, несмотря на предложение Магуа идти с ним. После Чингачгук догоняет Магуа и убивает его.
После Соколиный Глаз и Чингачгук отправляют Ункаса в последний путь к небесному костру племени могикан. Чингачгук рассуждает об исчезновении его народа и том, что теперь он — последний из могикан.

## Драматургия
Драматические конфликты, разыгрывающиеся на фоне военных событий, совершенно нехарактерны для обычного приключенческого фильма. Ходульное куперовское противостояние «хороших британских» и «плохих французских» индейцев перерастает в противостояние по линии «естественный человек — тирания».
«Первый американский герой» (слоган фильма), Натаниэль По изображён именно таким идеальным «естественным человеком», живущим велениями внутреннего нравственного чувства, в противовес британским военным и вовлечённым в колониальные войны индейцам.
В фильме без мелодраматического заострения показана подтверждённая исторически практика мирного сосуществования индейцев и белых колонистов, дружеские равноправные отношения между ними. Именно такой подход к идейно-художественной задаче картины со стороны режиссёра привлёк к её созданию известного активиста движения североамериканских индейцев Рассела Минса, исполнившего роль Чингачгука.
По итогам небывалого успеха фильма «Танцующий с волками» (1990) «индейская» тема стала востребованной в североамериканском кинематографе начала девяностых. Благодаря этому фильму традиционное изображение непримиримого антагонизма между «белой цивилизацией» и «дикарями» сменилось пристальным вниманием к воссозданию на экране материальной культуры индейцев, их обычаев и образа жизни.
Майкл Манн зашёл ещё дальше, позволив гурону Магуа (Уэс Стьюди) из карикатурного куперовского злодея стать трагической фигурой, одной из центральных в фильме.
В режиссёрской версии фильма присутствовал также программный монолог Чингачгука, звучащий обвинительным заключением белой цивилизации Северной Америки, уничтожившей мир индейцев.

Чингачгук: Фронтир движется вслед за солнцем, сметая краснокожих, изгоняя их из этих дремучих лесов, пока места для них не останется совсем. И тогда наш народ исчезнет. Или мы перестанем быть самими собой.
Соколиный Глаз: Это говорит не мой отец, а его горе.
Чингачгук: Нет, это правда. Фронтир место для таких людей, как мой белый сын, его женщина и их дети. Но однажды не станет больше и самого фронтира. И люди, подобные тебе, уйдут, как ушли могикане. И новые люди придут для того, чтобы трудиться и сражаться. Они построят свою жизнь. Но мы, именно мы были здесь прежде.

## Факты о съёмках
- К съёмкам было привлечено порядка девятисот индейских статистов со всех концов страны.
- Актёры, исполняющие роль могикан (включая Дэниела Дэй-Льюиса), разговаривали на языке манси, наиболее близком могиканскому из существующих индейских языков, вместо языка гуронов использовался могаукский язык, а также язык чероки[2].
- Скверные условия проживания статистов при натурных съёмках в лесу вызвали забастовку среди участников съёмочной группы. В ней приняли участие не только сами статисты, но и исполнители главных ролей Дэниел Дэй-Льюис и Рассел Минс.
- Сам Минс, несмотря на явную симпатию к режиссёру (и взаимную личную и политическую симпатию Манна к нему) отмечал случаи расистского обращения с индейцами со стороны съёмочной группы и откровенного невежества кинематографистов в истории, культуре и обычаях индейцев[3].
- Эрик Швейг, исполнитель роли Ункаса, в своём интервью редакции фан-сайта фильма выразил мнение, что фильм проиграл от того, что внимание было сосредоточено преимущественно на белых звёздах фильма — Стоу и Дэй-Льюисе в ущерб «индейской» составляющей сюжета.
- Дэй-Льюис, приверженец системы Станиславского, известный скрупулёзным вниманием к разработке своих образов, для съёмок в «Последнем из могикан» набрал вес, серьёзно улучшил свою физическую форму, научился стрелять из кремнёвого ружья и управлять каноэ. Этот факт многократно муссировался в англоязычной печати, однако мало кто обратил внимание на то, что Рассел Минс, которому в момент съёмок было за пятьдесят, снимался в охотничьих и боевых сценах без каких либо скидок на возраст.
- По словам Манна в его интервью, вышедшем после смерти Минса, тот набрал необходимую физическую форму за три недели.
- Эрик Швейг, отзываясь о работе над ролью, заметил, что помнит больше необходимость постоянно много бегать, чем «вживание в образ».
- Актриса Джоди Мэй, сыгравшая роль Алисы, на вопросы о своей роли в одном из интервью ответила, что её роль осталась преимущественно на полу монтажной. Особенный ажиотаж фанатов фильма вызывала любовная сцена Алисы и Ункаса, прописанная в сценарии довольно откровенно, но не вошедшая в фильм.

## В ролях
| Актёр             | Роль                          |
| ----------------- | ----------------------------- |
| Дэниел Дэй-Льюис  | Соколиный Глаз (Натаниэль По) |
| Мэделин Стоу      | Кора Манро                    |
| Рассел Минс       | Чингачгук                     |
| Эрик Швейг        | Ункас                         |
| Джоди Мэй         | Алиса Манро                   |
| Уэс Стьюди        | Магуа                         |
| Патрис Шеро       | генерал Луи-Жозеф де Монкальм |
| Стивен Уэддингтон | майор Дункан Хейворд          |
| Морис Роевз       | полковник Эдмунд Манро        |
| Пит Постлетуэйт   | капитан Бимс                  |
| Колм Мини         | майор Эмброуз                 |

## Награды и номинации
- 1993 — премия «Оскар» в номинации «Лучший звук» (Крис Дженкинс, Даг Хемфилл, Марк Смит, Саймон Кэй)[4].
- 1993 — две премии BAFTA за лучшую операторскую работу (Данте Спинотти) и за лучший грим (Питер Робб-Кинг), а также 5 номинаций: лучший актёр (Дэниел Дэй-Льюис), лучшая оригинальная музыка (Рэнди Эдельман, Тревор Джонс), лучшие костюмы (Эльза Дзампарелли), лучшая работа художника-постановщика (Вольф Крёгер), лучший звук.
- 1993 — номинация на премию «Золотой глобус» за лучшую оригинальную музыку (Рэнди Эдельман, Тревор Джонс).
- 1993 — номинация на премию «Серебряная лента» за лучшую операторскую работу (Данте Спинотти).
- 1993 — премия газеты Evening Standard в номинации «Лучший актёр» (Дэниел Дэй-Льюис).
- 1993 — Премия Лондонского кружка кинокритиков в номинации «Лучший британский актёр года» (Дэниел Дэй-Льюис).
- 1994 — премия BMI Film Music Award (Рэнди Эдельман).